# قرار مجلس الأمن التابع للأمم المتحدة رقم 445
قرار مجلس الأمن التابع للأمم المتحدة رقم 445، المتخذ في 8 آذار / مارس 1979، بعد التذكير بالقرارات 253 (1968)، 403 (1977)،411 (1977)، 423 (1978)، 424 (1978) و437 (1978) والاستماع إلى مذكرات من عدة دول. عبر المجلس عن قلقه إزاء العمليات العسكرية التي يقوم بها «النظام غير الشرعي» ضد الدول المجاورة وغير المجاورة لروديسيا الجنوبية. كما أبدى المجلس استياءه من إعدام الأشخاص وإصدار الأحكام الصادرة بحقهم بموجب قوانين قمعية.
واصل القرار الإعراب عن القلق إزاء الدول الأعضاء التي كان عليها أن ترسل مراقبين إلى «بالانتخابات» في أبريل 1979، والتي لم يعترف المجلس بنتائجها. كما أشاد المجلس بأنغولا وموزامبيق وزامبيا ودول أخرى لدعمها لشعب زمبابوي، وشجع الدول الأعضاء الأخرى على تقديم الدعم لهم.
أخيرًا، اقترح المجلس تمديد وتوسيع العقوبات الدولية المفروضة على روديسيا الجنوبية، وطلب من اللجنة المنشأة بموجب القرار 253 النظر في مزيد من التدابير وتقديم تقرير إلى المجلس بحلول 23 مارس 1979.
تم تمرير القرار بأغلبية 12 صوتًا، مع امتناع 3 أعضاء عن التصويت من فرنسا والمملكة المتحدة والولايات المتحدة.